# Stéphane Diarra
Stéphane Diarra (* 9. Dezember 1998 in Abidjan) ist ein ivorisch-französischer Fußballspieler, der bei FC Lorient in der Ligue 1 unter Vertrag steht.

## Karriere
Diarra begann seine fußballerische Ausbildung beim FC Évian Thonon Gaillard. Im Sommer 2015 unterschrieb er einen Profivertrag bei dem Ligue-2-Klub. Sein Debüt gab er am 18. März 2016 (31. Spieltag), als er bei einem 0:0-Unentschieden gegen den FC Sochaux in der 77. Minute in die Partie kam. Bis zum Saisonende kam er noch in fünf weiteren Ligaspielen für den FC Évian zum Einsatz.
Im Sommer 2016 wechselte er zum Erstligisten Stade Rennes, wo er zunächst nur einen Vertrag bei der zweiten Mannschaft in der National 2 erhielt. In zwei Saisons spielte er insgesamt 27 Mal für die Amateure. Daraufhin wurde er zur Spielzeit 2018/19 an den FC Le Mans verliehen, der damals in der National spielte. Am 10. August (2. Spieltag) debütierte er gegen die US Avranches, als er kurz vor Spielende eingewechselt wurde. Im Spiel darauf schoss er gegen die USL Dunkerque bei einem 2:1-Sieg sein erstes Tor im neuen Trikot. In der gesamten Saison spielte er 31 Mal und gewann am Ende der Saison die Relegation, womit er seinem Leihklub zum Aufstieg in die Ligue 2 verhalf. Nach der vorzeitigen Rückkehr zu Rennes wechselte er fest zu Le Mans. Die gesamte Saison über spielte er wettbewerbsübergreifend 28 Mal, wobei er viermal traf.
Nach der Saison wechselte er für drei Millionen Euro in die Ligue 1 zum FC Lorient. Bei einem 3:1-Sieg über Racing Straßburg debütierte er in der Ligue 1. Seine erste Ligue-1-Spielzeit beendete er nicht als Stammspieler mit insgesamt 14 Einsätzen. 2023 wurde er an den AS Saint-Étienne verliehen.

## Erfolge
- Aufstieg in die Ligue 2: 2019